# Берёзка (Иркутская область)
Берёзка — посёлок в Иркутском районе Иркутской области России. Входит в Большереченское муниципальное образование.

## География
Находится на правом берегу Ангары (севернее устья реки Бурдугуз), по западной стороне Байкальского тракта, в 18 км к северо-западу от центра городского поселения, пгт Большая Речка, и в 35 км к юго-востоку от Иркутска.

## Население
| 2002 | 2010 | 2011 | 2012 |
| ---- | ---- | ---- | ---- |
| 0    | ↗2   | →2   | ↗3   |

По данным Всероссийской переписи, в 2010 году в посёлке проживали 2 человека (1 мужчина и 1 женщина).